# Atletism la Jocurile Olimpice de vară din 2020 - Săritura în înălțime (feminin)

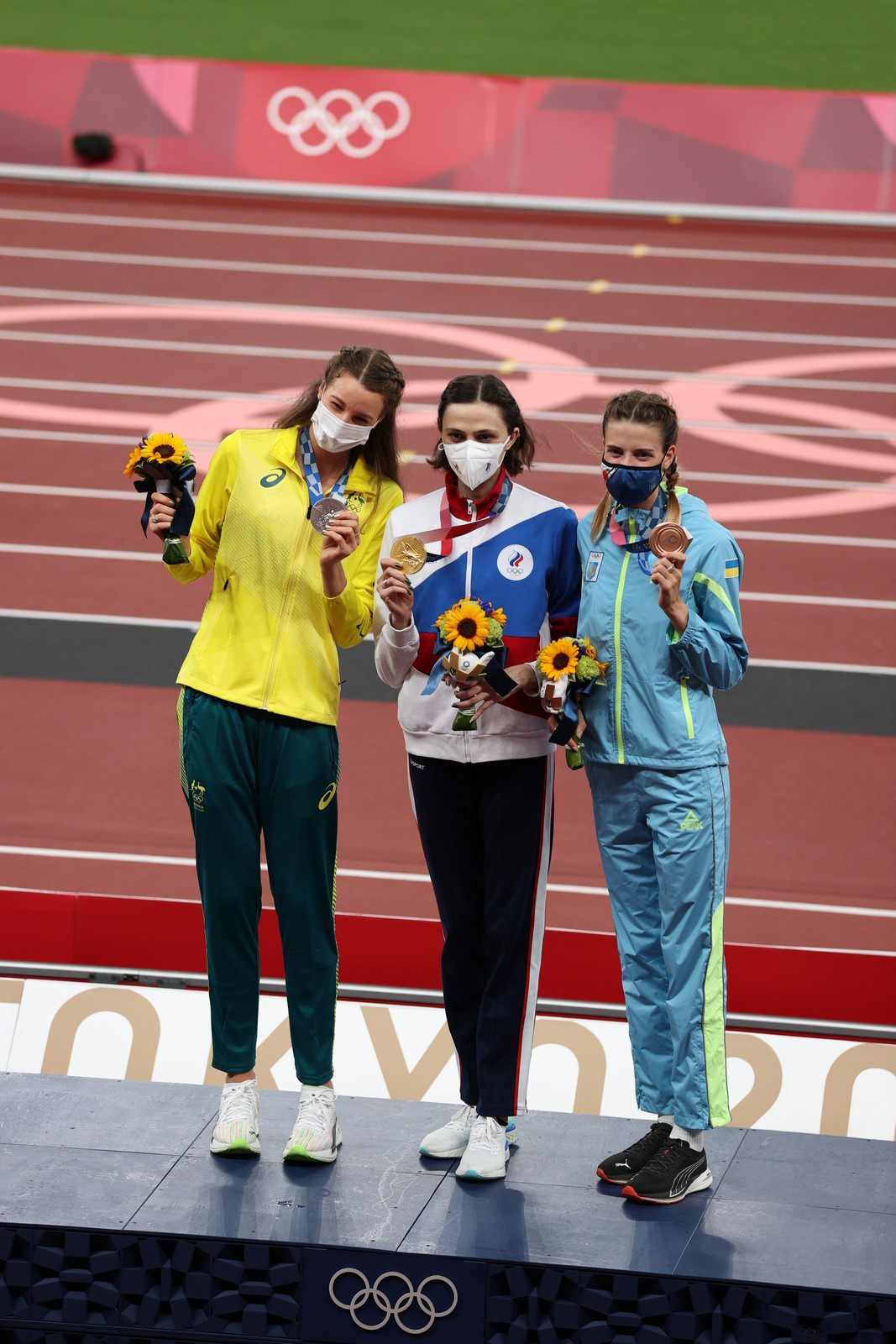
Medaliații

Proba feminină de săritură în înălțime de la Jocurile Olimpice de vară din 2020 a avut loc în perioada 5–7 august 2021 pe Stadionul Național al Japoniei.

## Recorduri
Înaintea acestei competiții, recordurile mondiale și olimpice erau următoarele:
| Record           | Atlet                    | Rezultat | Loc           | Data           |
| ---------------- | ------------------------ | -------- | ------------- | -------------- |
| Recordul mondial | Stefka Kostadinova (BUL) | 2,09 m   | Roma, Italia  | 30 august 1987 |
| Recordul olimpic | Elena Slesarenko (RUS)   | 2,06 m   | Atena, Grecia | 28 august 2004 |

## Program
Orele sunt ora Japoniei (UTC+9) 
| Data                   | Oră   | Etapă      |
| ---------------------- | ----- | ---------- |
| Joi, 5 august 2021     | 9:00  | Calificări |
| Sâmbătă, 7 august 2021 | 18:30 | Finala     |

## Rezultate

### Calificări
Reguli de calificare în finală: se califică în finală orice sportivă care sare la înălțimea de 1,95m (C) sau cele mai bune 12 rezultate (c).
| Loc | Grupă | Atletă                     | Țară                       | 1,82 | 1,86 | 1,90 | 1,93 | 1,95 | Înălțime | Note  |
| --- | ----- | -------------------------- | -------------------------- | ---- | ---- | ---- | ---- | ---- | -------- | ----- |
| 1   | A     | Nicola McDermott           | Australia                  | —    | o    | o    | o    | o    | 1,95     | C     |
| 1   | B     | Marija Vuković             | Muntenegru                 | o    | o    | o    | o    | o    | 1,95     | C     |
| 3   | B     | Iaroslava Mahucih          | Ucraina                    | —    | o    | xo   | o    | o    | 1,95     | C     |
| 4   | B     | Marie-Laurence Jungfleisch | Germania                   | o    | o    | o    | o    | xo   | 1,95     | C, SB |
| 4   | B     | Eleanor Patterson          | Australia                  | —    | o    | o    | o    | xo   | 1,95     | C     |
| 4   | A     | Safina Sadullayeva         | Uzbekistan                 | —    | o    | o    | o    | xo   | 1,95     | C     |
| 7   | B     | Morgan Lake                | Marea Britanie             | o    | o    | o    | xo   | xo   | 1,95     | C     |
| 8   | B     | Kamila Lićwinko            | Polonia                    | —    | o    | xo   | xo   | xo   | 1,95     | C, SB |
| 9   | A     | Vashti Cunningham          | Statele Unite ale Americii | —    | o    | o    | o    | xxo  | 1,95     | C     |
| 9   | B     | Maria Lasițkene            | COR                        | o    | o    | o    | o    | xxo  | 1,95     | C     |
| 11  | A     | Iryna Herashchenko         | Ucraina                    | o    | o    | o    | xo   | xxo  | 1,95     | C     |
| 11  | A     | Yuliya Levchenko           | Ucraina                    | o    | o    | o    | xo   | xxo  | 1,95     | C     |
| 11  | A     | Maja Nilsson               | Suedia                     | o    | o    | xo   | o    | xxo  | 1,95     | C     |
| 14  | A     | Mirela Demireva            | Bulgaria                   | xxo  | o    | xxo  | xo   | xxo  | 1,95     | C, SB |
| 15  | B     | Erika Kinsey               | Suedia                     | o    | o    | o    | xxo  | xxx  | 1,93     | SB    |
| 16  | A     | Emily Borthwick            | Marea Britanie             | o    | xo   | o    | xxo  | xxx  | 1,93     | =PB   |
| 16  | B     | Elena Vallortigara         | Italia                     | o    | o    | xo   | xxo  | xxx  | 1,93     |       |
| 18  | A     | Daniela Stanciu            | România                    | o    | o    | o    | xxx  |      | 1,90     |       |
| 19  | A     | Karyna Demidik             | Belarus                    | o    | o    | xo   | xxx  |      | 1,90     |       |
| 20  | B     | Svetlana Radzivil          | Uzbekistan                 | o    | o    | xxo  | xxx  |      | 1,90     |       |
| 20  | A     | Alessia Trost              | Italia                     | o    | o    | xxo  | xxx  |      | 1,90     |       |
| 22  | A     | Ella Junnila               | Finlanda                   | o    | o    | xxx  |      |      | 1,86     |       |
| 22  | A     | Salome Lang                | Elveția                    | o    | o    | xxx  |      |      | 1,86     |       |
| 22  | B     | Levern Spencer             | Sfânta Lucia               | o    | o    | xxx  |      |      | 1,86     |       |
| 25  | B     | Rachel McCoy               | Statele Unite ale Americii | o    | xo   | xxx  |      |      | 1,86     |       |
| 25  | A     | Imke Onnen                 | Germania                   | o    | xo   | xxx  |      |      | 1,86     |       |
| 25  | B     | Ana Šimić                  | Croația                    | o    | xo   | xxx  |      |      | 1,86     |       |
| 28  | B     | Nadezhda Dubovitskaya      | Kazahstan                  | o    | xxo  | xxx  |      |      | 1,86     |       |
| 28  | A     | Kristina Ovchinnikova      | Kazahstan                  | o    | xxo  | xxx  |      |      | 1,86     |       |
| 28  | A     | Airinė Palšytė             | Lituania                   | o    | xxo  | xxx  |      |      | 1,86     |       |
| 31  | B     | Tynita Butts-Townsend      | Statele Unite ale Americii | xo   | xxx  |      |      |      | 1,82     |       |

### Finala
| Loc | Atlet                      | Țară                       | 1,84 | 1,89 | 1,93 | 1,96 | 1,98 | 2,00 | 2,02 | 2,04 | Înălțime | Note |
| --- | -------------------------- | -------------------------- | ---- | ---- | ---- | ---- | ---- | ---- | ---- | ---- | -------- | ---- |
| 1   | Maria Lasițkene            | COR                        | o    | o    | o    | xxo  | xo   | xo   | o    | xo   | 2.04     | SB   |
| 2   | Nicola McDermott           | Australia                  | —    | o    | o    | xo   | o    | o    | xo   | xxx  | 2.02     | RC   |
| 3   | Iaroslava Mahucih          | Ucraina                    | —    | o    | o    | xo   | xxo  | xo   | x-   | xx   | 2.00     |      |
| 4   | Iryna Herashchenko         | Ucraina                    | o    | o    | o    | o    | xo   | xxx  |      |      | 1.98     | =SB  |
| 5   | Eleanor Patterson          | Australia                  | o    | o    | o    | o    | xxx  |      |      |      | 1.96     | =SB  |
| 6   | Vashti Cunningham          | Statele Unite ale Americii | o    | o    | o    | xo   | xx-  | x    |      |      | 1.96     |      |
| 6   | Safina Sadullayeva         | Uzbekistan                 | —    | o    | o    | xo   | xxx  |      |      |      | 1.96     | =PB  |
| 8   | Yuliya Levchenko           | Ucraina                    | o    | o    | xo   | xo   | xx-  | x    |      |      | 1.96     | =SB  |
| 9   | Marija Vuković             | Muntenegru                 | o    | o    | xo   | xxo  | xxx  |      |      |      | 1.96     |      |
| 10  | Marie-Laurence Jungfleisch | Germania                   | o    | o    | xo   | xxx  |      |      |      |      | 1.93     |      |
| 11  | Kamila Lićwinko            | Polonia                    | o    | o    | xxo  | xxx  |      |      |      |      | 1.93     |      |
| 12  | Mirela Demireva            | Bulgaria                   | xo   | o    | xxo  | xxx  |      |      |      |      | 1.93     |      |
| 13  | Maja Nilsson               | Suedia                     | o    | xxx  |      |      |      |      |      |      | 1.84     |      |
| 14  | Morgan Lake                | Marea Britanie             |      |      |      |      |      |      |      |      | NS       |      |